# أولاف ستورم
أولاف ستورم هو ممثل دانمركي، ولد في 10 يناير 1894 في الدنمارك، وتوفي في 1 مارس 1937.

## وصلات خارجية
- أولاف ستورم على موقع IMDb (الإنجليزية)
- أولاف ستورم على موقع ألو سيني (الفرنسية)
- أولاف ستورم على موقع أول موفي (الإنجليزية)
- أولاف ستورم على موقع قاعدة بيانات الأفلام السويدية (السويدية)
- أولاف ستورم على موقع قاعدة بيانات الفيلم (الإنجليزية)
- أولاف ستورم على موقع كينوبويسك (الروسية)